# Gotron Jerrysis Rickvangelion
Gotron Jerrysis Rickvangelion je 7. epizoda 5. série amerického seriálu Rick a Morty. V USA měla premiéru 1. srpna 2021, v Česku ten samý den na HBO GO.
Epizodu režíroval Douglas Finar Olsen a scénář napsal James Sicilliano.

## Obsah epizody
Rick, Summer a Morty jsou na cestě do Světa prsou, když si Rick všimne něčeho na nedalekém měsíci. Ukáže se, že je to modrá fretka Gotron, jedno z pěti animatronických vozidel podobných Voltronovi, kterými je Rick posedlý. Zatímco se ho Morty snaží přesvědčit, aby se vydal do Světa prsou, Summer mu nabídne, že mu pomůže Gotrona odvézt na Zemi. Když Morty sleduje, jak odcházejí, ozve se voiceover ne nepodobný tomu z mafiánského filmu, kde předpovídá temné časy po Gotronu, dokud ho Summer nepřeruší svým vlastním voiceoverem, který slyší i sám Morty.
Rick, Summer a Morty seberou mimo obrazovku zbylé čtyři Gotrony a navrhnou Beth a Jerrymu, aby se k nim přidali a zastavili interdimenzionální monstrum. Když na ně Summer naléhá, aby souhlasili, všichni se obléknou a spojí své Fretky do Gotrona, mechanického bojovníka, který příšeru snadno porazí. Rick, nadšený z úspěchu boje, začne plánovat, že ostatním Rickům sežene Fretky, které potřebují ke zkompletování svých sbírek. Morty se ho snaží uzemnit a připomíná mu, že Ricka chce uklidnit, pokud je příliš posedlý, ale Summer ho odsekne.
Rick pozve čtyři další Ricky a jejich rodiny na grilování, kde on, ostatní Ricky a jeho Summer probírají obchodní záležitosti. Jejich pokusy o uzavření dohody rozzlobí násilnického Ricka jménem Hothead Rick, ale po jeho odchodu ho Rick snadno nahradí jiným Rickem. Pět Smithových rodin spojí své Gotrony a vytvoří gigantický Gogotron, který snadno zažene všechny příšery, které přejdou do jejich dimenze. Summer nadále stoupá v hodnostech, zatímco s Mortym se zachází jako s obyčejným dělníkem a Rickova posedlost Fretkami ho vede ke zneužívání alkoholu a dalších látek.
V nočním klubu postaveném za účelem úkrytu před nepřáteli Rick v opilosti oznámí své plány na vybudování Gogogotronu, čímž Mortyho znechutí. Když vyjde ven na vzduch, je unesen původními piloty Gotronských fretek, pěti teenagery animovanými ve stylu anime, které Ricks zabíjí v alternativních verzích, aby získal své fretky. Zpočátku se ho snaží uplatit měnou Boob World výměnou za zasvěcené informace o Rickově operaci, ale když se brání, je nucen odrazit pokus o atentát. Když se dostane zpět do nočního klubu, zjistí, že ho Horká hlava Rick ničí svou Fretkou, zabije jednoho Ricka a sám se při tom nechá zabít. Summer nechá Mortyho z operace vyhodit.
Summer z rozmaru vyhodí z operace své rodiče, zatímco Rick najme Kendru, jednu z původních pilotek fretek, a její přátele. Rick vyhodí Summer. Doma se Morty uklidnil ze vzrušení z operace, zatímco Beth a Jerry se znovu přizpůsobují a pokoušejí se o totéž. Přichází Summer a velmi se omlouvá za své chování. Přizná se, že její náklonnost ke společné práci rodiny pramení z jejího zážitku – její obří dítě z “Rickdependence Spray” bylo zajato vládou Spojených států a drženo na Marsu. Vláda si k němu vzala Summer v naději, že její vliv jako biologické matky z něj udělá zbraň, ale ona se s ním sblížila a pomohla mu utéct. Když se Smithovi snaží vymyslet, co dál, Summer se zmíní o Kendře a Mortymu dojde, že piloti plánují zabít Ricka a vzít si zpět své Fretky.
Uvnitř Gogogotronu piloti uvěznili Ricka v hlavě a chystají se ho zabít, když v tom dorazí Smithovi, kteří jedou na hlavě obrovského dítěte (které Summer pojmenovala “Naruto”). Naruto rozbije Gogogotron na kusy, zabije všechny piloty a zachrání Ricka. Morty a Summer ve voiceoveru divákům sdělí, že život se poté vrátil do normálu, Rick ztratil zájem o Fretky a příšery dál nezastavitelně pustošily světy. Zatímco pokračují v monologu, Rick si z uší vytahuje mimozemské červy a zabíjí je, které nazývá parazitickými “voiceovary”.
V posttitulkové scéně se pracovní skupina hmyzích monster připravuje na vstup do interdimenzionálního portálu, aby mohla každému, koho potká, říct o léku na AIDS. Jeden z kadetů se ptá, zda jim obyvatelé druhé dimenze budou rozumět, a kapitán trvá na tom, že průchod portálem z nás “nesvlékne šaty a neudělá z nás řvoucí monstra”. Když kadeti projdou portálem, jeden z nich vyjde na druhé straně a snaží se sdělit lék, ale je zastřelen, protože jeho přítomnost je vnímána jako útok.